# Mýdlová bublina

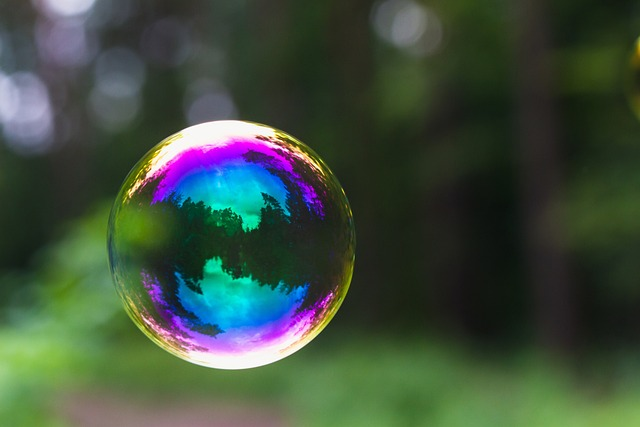
Mýdlová bublina

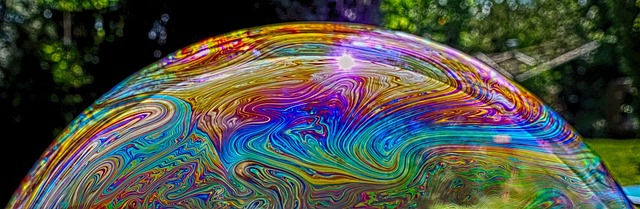
Makrofotografie mýdlové bubliny

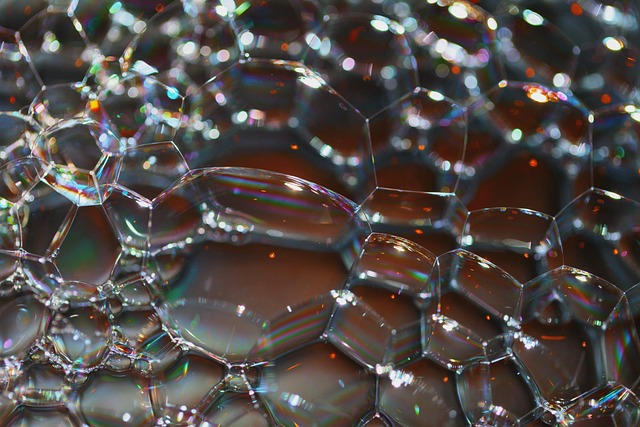
Mýdlová pěna

Mýdlová bublina je extrémně tenký film mýdlové vody, který obklopuje vzduch a tvoří dutou kouli s duhovým povrchem. Mýdlové bubliny obvykle vydrží jen několik sekund. Prasknou samy o sobě nebo při kontaktu s jiným předmětem. Slouží jako zábava pro děti a také se používají při uměleckých představeních. Sloučením několika bublin vznikne pěna.

## Vznik
Mýdlové bubliny jsou tvořeny díky povrchovému napětí mýdlové vody a vzduchu, který naplní bublinový film (tenkou membránu z kapaliny). Proud vzduchu napíná membránu, která se postupně plní. Na kapalinovou membránu působí zevnitř proud vzduchu, zvenku tlak vzduchu. Bublina se tak oddělí a vzniká samostatná bublina.
Bublina se snaží dosáhnout tvaru s co nejnižší energií. Tomu odpovídá tvar duté koule, kdy mají všechny body povrchu bubliny stejnou vzdálenost od středu. Okolní tlak vzduchu, vítr, průvan, teplota a další podmínky však její tvar různě deformují.
Mýdlové bubliny během své krátké existence mění svoji tloušťku a padají k zemi. Když na bublinu svítí světlo, zdá se, že neustále mění barvu. Barvy viditelné v mýdlové bublině vznikají z interference světelných vln odrážejících se od předního i zadního povrchu tenkého mýdlového filmu. Výsledná barva je kombinací všech odrazů světla.
Protože bubliny potřebují vnější tlak vzduchu, který kompenzuje tlak vzduchu uvnitř, není možné je vytvořit ve volném vesmíru.  Stejně jako na Zemi jdou ovšem vytvořit například na vesmírné stanici, tedy i při absenci gravitace.

## Stabilita
Životnost mýdlové bubliny je omezena snadným protržením velmi tenkého mýdlového filmu o tloušťce mikrometru, který tvoří její povrch. Stěna mýdlové bubliny je totiž až 1 000krát tenčí než vlas a i pavučinové vlákno je mnohokrát tlustší. Mýdlový film je jednou z nejtenčích věcí, které můžeme pouhým okem pozorovat.
Hlavní příčiny protržení:
Vypařování: Bublina nejčastěji praskne kvůli tomu, že se vypaří, neboť je velmi tenká. Vypařování lze zpomalit vyfukováním bublin ve vlhkém prostředí nebo přidáním cukru do vody. Bublinám se velmi daří ve vlhkém prostředí, například ve vaně.
Kontakt: Když se bublina dotkne země, nějakého předmětu nebo lidské pokožky, obvykle se protrhne a praskne. Tomu lze zabránit navlhčením těchto povrchů vodou (nejlépe s trochou mýdla).
Odtok vody: Voda v mýdlovém filmu padá dolů vlivem gravitace. Tento jev lze zpomalit zvýšením viskozity vody, například přidáním glycerolu.

## Mýdlový roztok
Po experimentech vědci[kdo?] zjistili,[kdy?] že roztok obsahující:
- 85,9 % vody
- 10 % glycerolu
- 4 % saponátu
- 0,1 % guarové gumy

poskytl nejdéle trvající výsledky, protože minimalizoval Marangoniho efekt.[zdroj?]

## Zmrazení
Pokud jsou mýdlové bubliny vyfouknuty do vzduchu o teplotě nižší než −15 °C, při dotyku s povrchem zmrznou. Vzduch uvnitř se postupně rozptýlí a bublina se rozpadne pod vlastní vahou. Při teplotách nižších než −25 °C bubliny ve vzduchu zmrznou a při dopadu na zem se roztříští.
Pokud je bublina vyfouknuta teplým vzduchem, zmrzne do téměř dokonalého kulovitého tvaru. Po ochlazení teplého vzduchu dojde ke zmenšení objemu a k částečnému splasknutí bubliny.
Vytvořená bublina při takto nízké teplotě bude vždy poměrně malá, rychle zmrzne a při dalším zvětšování se roztříští.

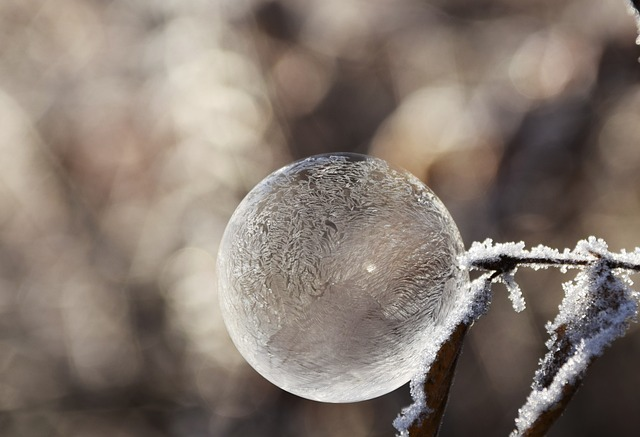
Zmrzlá mýdlová bublina

## Umění
Představení s mýdlovými bublinami spojují zábavu s uměleckými výkony. Někteří umělci používají ke svým vystoupením obyčejné, komerčně dostupné bublinové kapaliny, jiní si vytváří vlastní roztoky. Umělci dokáží vytvořit obří bubliny nebo trubice, kterými často obklopují předměty nebo lidi. Pro umocnění vizuálního zážitku jsou někdy bubliny naplněny kouřem, párou nebo heliem. Obdivuhodná představení vznikají i při použití laserových světel nebo ohně. Mýdlové bubliny mohou být naplněny hořlavým plynem, například zemním plynem, a poté zapáleny.